# Mindelo
Mindelo (zöld-foki kreol nyelven: Mindel) kikötőváros São Vicente szigetén a Zöld-foki Köztársaságban. Mindelo ismert a színes és animált karneváljairól, ami a portugál tradíciókról, és a brazil karakterisztikáról szól.

## Történet
A portugálok 1795-ben alapították meg a települést. A Brit Kelet-Indiai Vállalat 1838-ban rengeteg szenet szállított el innen a hajóval. Az 1850-es években Mindelónak 1400 lakosa volt.
1900 után a kőolajra való átállás során Mindelo hanyatlásnak indult. A munkanélküliség és a szegénység egyre nőtt, és az 1930-as években az éhség is gyakorivá vált. Ennek következtében sokan kivándoroltak. A függetlenség után viszont a városra egyre több figyelmet vettek, és újbóli fejlődésnek indult.
Mindelo az ország portugál nyelvű kulturális központja volt 2002 és 2003 novembere között. Mindelo figyelembe véve a Zöld-foki Köztársaság kulturális központja.

## Gazdaság
Fontos a halászat, hajózás, csónakázás és egyéb turisztikai dolog. Mindelóban rengeteg hotel, étterem és turistahely található.

## Lakossága
| 1990 | 47 109 |  |
| 2000 | 62 497 |  |
| 2010 | 70 468 |  |

## Testvérvárosok
- Mafra, Portugália[4]
- Coimbra, Portugália